# Emily Anderson
Pour les articles homonymes, voir Anderson.
Emily Anderson, née le 17 mars 1891 à Galway en Irlande et morte le 26 octobre 1962 à Hampstead, est une universitaire irlandaise spécialisée en langue allemande et une musicologue qui travaille au ministère britannique des Affaires étrangères pendant la Seconde Guerre mondiale.

## Biographie
Emily Anderson naît à Taylor's Hill, Galway, en Irlande, le 17 mars 1891 dans une fratrie de quatre enfants. C'est la fille de Mary Clancy, avocate du droit des femmes et suffragette, et du physicien Alexander Anderson, presbytérien de Coleraine. Ce dernier devient président du Queens College Galway (future Université nationale d'Irlande à Galway) en 1899. En 1901, la gouvernante suisse employée par la famille enseigne aux enfants le français et l'allemand, auquel s'ajoute l'irlandais.
Elle étudie dans le privé et remporte la bourse Browne en 1909 au Queens College Galway, où elle obtient un BA en 1911. Elle s'intéresse au mouvement des suffragettes à Galway. Après des études complémentaires à Berlin et à Marburg, elle enseigne pendant deux ans au Queen's College, à la Barbade. Elle retourne ensuite en 1917 à Galway où elle est nommée première professeure d'allemand à l'University College Galway.
Emily Anderson démissionne de son poste en 1920. Elle déménage à Londres et rejoint le Foreign Office. En 1923, elle publie une traduction du livre de Benedetto Croce sur Goethe. Entre 1940 et 1943, elle est détachée au War Office ; elle a ensuite reçu l'OBE du renseignement résultant de travaux qu'elle a effectués au Moyen-Orient. Elle prend sa retraite du ministère des Affaires étrangères en 1951.
Anderson publie en 1938 les Lettres de Mozart et de sa famille, qu'elle édite et traduit. Ses Lettres de Beethoven sont publiées en 1961. La République fédérale d'Allemagne lui décerne la première classe de l'Ordre du mérite pour son travail sur Beethoven.
Alors qu'elle loge dans la famille de Patricia Bartley, Emily Anderson la recrute pour travailler à la Government Code and Cypher School (le précédent du Government Communications Headquarters). Elle meurt à Hampstead, Londres le 26 octobre 1962.

### Héritage
La Royal Philharmonic Society décerne le prix annuel Emily Anderson aux jeunes violonistes en son honneur.
National University of Ireland Galway (NUI Galway) nomme sa salle de concert Emily Anderson Concert Hall en sa mémoire et The Emily Anderson Centre for Translation Research and Practice est le nom de son centre de recherche sur la traduction pour les enseignants, les chercheurs, les praticiens et les étudiants,. Music for Galway, en collaboration avec NUI Galway, organise un concert annuel en son honneur.

## Décorations
- Officier de l'ordre de l'Empire britannique
- Croix d'officier de l'ordre du Mérite de la République fédérale d'Allemagne